# Holdfénygurámi
A holdfénygurámi (Trichopodus microlepis) a sugarasúszójú halak (Actinopterygii) osztályába a sügéralakúak (Perciformes) rendjábe és a gurámifélék (Osphronemidae) családjába tartozó faj.

## Előfordulása
Thaiföld és Kambodzsa lassú folyású vizeiben honos. Kedvelt akváriumi hal.

## Megjelenése
Általában 13 centiméterre nő meg.

## Életmódja
Rovarokkal, rákokkal és plaktonikus állatokkal táplálkozik.

## Szaporodása
Növényi anyagok felhasználásával készült habfészekben költi ki ivadékait.

## Lásd továbbá
- Édesvízi akváriumi halak listája